# آموری ششم مونتفورت (مرگ ۱۲۴۱)
آموری ششم مونتفورت (انگلیسی: Amaury de Montfort؛ ۱۱۹۲ – ۱۲۴۱) پسر سیمون مونتفورت، پنجمین ارل لستر و آلیس و برادر بزرگ‌تر سیمون مونتفورت، ششمین ارل لستر بود. وی وارث عناوین و اراضی پدرش در فرانسه بود و در حالی که برادرش وارث اراضی و عناوین پدرش در انگلستان شد.

## جنگ صلیبی کاتاری
پس از مرگ سیمون مونتفورت در حین محاصره تولوز طی جنگ صلیبی کاتاری، جنگ صلیبی همچنان ادامه یافت. فیلیپ از فرماندهی امتناع کرد اما موافقت کرد پسرش، شاهزاده لوئی، (که برای حضور در این جنگ اکراه داشت) را به همراه ارتشی عازم جنوب کند. حرکت وی به سمت جنوب در ماه مه با عبور از پوآتو آغاز شد. در ژوئن، ارتشی تحت فرماندهی آموری مونتفورت، پسر سیمون مونتفورت، همراه با ارتش لوئی مارماند را محاصره کردند. شهر در ژوئن ۱۲۱۹ سقوط کرد. تمامی ساکنان مارماند، به استثنای فرمانده و شوالیه‌هایش، به قتل رسیدند. پس از تسخیر مارماند، لوئی اقدام به بازپس‌گیری تولوز کرد، اما پس از ۶ هفته محاصره، ارتش لوئی محاصره را رها و به خانه بازگشت. هونوریوس سوم این تلاش را «شکستی مصیبت‌بار» توصیف کرد. بدون ارتش لوئی، آموری قادر به حفظ اراضی فتح‌شده، نبود و کاتارها توانستند بیشتر آنها بازپس بگیرند. کاستلنوداری نیز توسط ارتش ریمون هفتم مجدداً فتح شد. آموری بار دیگر شهر را از ژوئیه ۱۲۲۰ تا مارس ۱۲۲۱ محاصره کرد اما قلعه در برابر این محاصره هشت‌ماهه مقاومت کرد. در سال ۱۲۲۱، موفقیت ریمون و پسرش ادامه یافت: مونتریال و فانژو مجدداً فتح شد و بسیاری از کاتولیک‌ها مجبور به فرار شدند. در سال ۱۲۲۲، ریمون هفتم تمامی اراضی که از دست رفته بود، بازپس‌گرفت. در همان سال ریمون ششم درگذشت تا پسرش ریمون هفتم جانشین وی شود. در ۱۴ ژوئیه ۱۲۲۳ فیلیپ دوم نیز درگذشت تا لوئی به‌عنوان پادشاه فرانسه تاج‌گذاری کند. در سال ۱۲۲۴ آموری کارکاسون را رها کرد تا ریمون برای فتح مجدد منطقه عازم شود. و در همان سال، آموری مابقی اراضی خود در منطقه را به لوئی هشتم، پادشاه فرانسه واگذار کرد.